# Riccardo Maffeo
Riccardo Maffeo (1885 – Ginevra, 5 luglio 1936) è stato un ciclista su strada italiano naturalizzato svizzero.
Fu il primo italiano a vincere il Campionato di Zurigo battendo il connazionale Aldo Bani, nel 1921.

## Carriera
Salì sui podi di molte corse in linea svizzere della sua epoca, fra questi vanno ricordati i quattro piazzamenti del Tour du Lac Léman: secondo nel 1907, terzo nel 1910, 1912 e 1921.
Nel 1921 fu secondo nella Lione-Grenoble-Lione André Narcy e nel 1923 identico risultato lo ottenne al Circuit du Mont-Blanc dietro Gaston Manni.
Morì a seguito delle ferite riportate a causa di una caduta avvenuta a Parigi in un criterium per "vecchie glorie", una quindicina di giorni dopo l'evento.

## Palmarès
- 1921 (Individuale, una vittoria)

Campionato di Zurigo